# Mount Stephens
Mount Stephens ist ein 2065 m hoher und markanter Berg im westantarktischen Queen Elizabeth Land. In der Forrestal Range der Pensacola Mountains überragt er den westlichen Ausläufer des Saratoga Table.
Der United States Geological Survey kartierte ihn anhand eigener Vermessungen und Luftaufnahmen der United States Navy aus den Jahren von 1956 bis 1966. Das Advisory Committee on Antarctic Names benannte ihn 1968 nach Lieutenant Commander Henry E. Stephens, Leiter des Naval Mobile Construction Battalion One bei der Errichtung der Ellsworth-Station zwischen Januar und Februar 1957.